# Костюк Дмитро Дмитрович
Дмитро Дмитрович Костюк (10 квітня 1965, с. Ворожба Сумської обл.) — український музичний продюсер, директор та засновник каналу Biz-TV.

## Життєпис
Народився 10 квітня 1965 року в селі Ворожба Лебединського району на Сумщині. Потім батьки переїхали до Херсонської області, в селище Горностаївка.
Навчався у Дніпропетровському медичному інституті. За фахом стоматолог, але не працював за професією. В кінці 1980-х, на початку 1990-х продюсував дніпропетровський рок-гурт ТОК.

## Кар'єра
У пострадянський час став бізнесменом. 1995 року створив продакшн-студію «БІЗ-ТВ», яка першою в Україні спеціалізувалася виключно на музичних програмах. 2007 року музичну студію було реорганізовано в телеканал Biz-TV.
Разом з Костянтином Меладзе займався створенням гурту «ВІА Гра», його було створено 2000-го. Саме Костюку належить ідея створення гурту, в якій чарівні дівчата виконують мелодійні, гарні пісні. Як зазначено на сайті гурту «ВІА Гра», йому знадобилося кілька років, щоб переконати свого найкращого друга |Костянтина Меладзе присвятити себе цьому проєкту, але він, урешті-решт, знайшов потрібні слова, і результат виявився дуже успішним. Дівчачий гурт був створений у 2000 р., і протягом 10 років поспіль «ВІА Гра» залишається одним з найпопулярніших проєктів в українському і російському шоу-бізнесі. 
До 2008 року був одружений з українською поп-співачкою Євгенією Власовою, яку теж продюсував. Від цього шлюбу виховує доньку Ніну.